# Опатија Марија Звијезда
Опатија „Марија Звијезда“ римокатолички је манастир трапистичког реда у Бања Луци.
Утемељио га је Франц Пфанер у другој половини 19. вијека док су Бањом Луком још владали Турци. Године 1869. група од 7 монаха из њемачке опатије Мариавалд дошла је у Бању Луку и основала трапистички манастир „Марија Звијезда“.
До прије Првог свјетског рата, бројна трапистичка заједница (преко 200 монаха), уз контемплативни живот, активно је дјеловала на културном подручју. Направили су познату пивару, прву приватну хидроцентралу, производили познати сир „Трапист“, држали занатске школе.
Траписти су иначе монашки ред посвећен повученом контемплативном животу, према геслу Светог Бенедикта: „Моли и ради“.
Послије потреса у Бањој Луци 1969. траписти из Бање Луке настањују се у фрањевачком манастиру у Клоштар Иванићу. Тамо остају до 1977. године када се враћају у своју обновљену цркву и нову манастирску кућу.

## Галерија
- Унутрашњост цркве